# 曼達拉航空091號班機空難
曼達拉航空091號班機空難是曼達拉航空一班來回棉蘭波洛尼亞國際機場到巴厘岛伍拉·赖国际机场的定期航班，中间经停雅加达、梭罗市、日惹、泗水。2005年9月5日，一架波音737客機起飛後，撞入人口密集的住宅區，機上有117名乘客遇難。
曼達拉航空091號班機空難是印尼史上死亡人數第二多的空難，1997年9月26日加魯達航空152號班機空難是印尼史上單一飛機最嚴重空難，亦是1997年死亡人數最高的空難。

## 乘客
| 國籍       | 乘員數 | 組員數 | 總計 |
| ---------- | ------ | ------ | ---- |
| 印度尼西亞 | 111    | 5      | 116  |
| 马来西亚   | 1      | 0      | 1    |
| Total      | 112    | 5      | 117  |